# Туринский университет
Туринский университет (итал. Università degli Studi di Torino) — высшее учебное заведение, расположенное в Турине. Один из крупнейших университетов Италии.

## История
Университет был основан в 1404 году по инициативе савойских графов; утвердил создание университета «авиньонский папа» Бенедикт XIII. Из-за политической нестабильности университет некоторое время работал в Кьери (1427—1434) и Савильяно (1434—1436).
В середине XVI века университет временно не работал из-за французской оккупации итальянских государств. В 1799—1800 годах университет был реорганизован по французскому образцу, а вскоре ректор стал назначаться Наполеоном; в это время университет был вторым по величине в империи Наполеона. После возвращения к власти Савойской династии французские нововведения были отменены.
8 апреля 1821 года произошел бой под Новарой, в котором итальянские революционеры были разбиты. Турин и Алессандрия были заняты австрийскими войсками, и король Карл-Феликс (1821—1831) восстановлен во всех правах абсолютной власти, туринский университет закрыт на год, а потом подчинён новому, совершенно полицейскому регламенту.
После переноса столицы объединённой Италии из Турина во Флоренцию в 1865 году университет покинула часть профессуры. После выхода приказа о закрытии теологических факультетов в итальянских университетов соответствующий факультет Туринского университета отделился, породив собственное учебное заведение. Во второй половине XIX века в университете сложилась сильная школа медицины; профессора университета сделали многое для пропаганды гигиены и развития общественного здравоохранения в Италии. 
В 1889 году Л. Камерано, Перокка и Роза основали в Рапалло зоологическую станцию связанную с Туринским университетом. На конец XIX столетия по числу студентов туринский университет, в ряду из 21 итальянских университетов, занимал второе место. В 1905 году в университете была открыта первая в Италии кафедра психологии.

## Структура
Университет включает 12 факультетов:
- Аграрный
- Ветеринарный
- Иностранных языков и литературы
- Гуманитарных наук
- Математики, физики и естественных наук
- Медицинский
- Педагогический
- Политологии
- Психологии
- Фармацевтический
- Юридический
- Экономический

Университет также имеет несколько филиалов в северо-западной части Италии. Совместно с Миланским и Павийским университетами участвует в деятельности Центра по вопросам федерализма.
- Никола Аббаньяно — философ
- Амедео Авогадро — физик и химик
- Норберто Боббио — историк, политолог и философ
- Барберо, Алессандро — историк и писатель
- Ботта, Карло — историк, политик
- Валлаури, Томассо — политик и филолог
- Гови, Джильберто — физик и политик.
- Джанни Ваттимо — писатель и философ
- Карло Гарильо — современный фашистский политик
- Антонио Грамши — политик и философ
- Ренато Дульбекко — вирусолог ( Нобелевская премия по физиологии и медицине 1975 года)
- Итало Кальвино — писатель
- Рита Леви-Монтальчини — нейробиолог ( Нобелевская премия по физиологии и медицине 1986 года)
- Огюстен Луи Коши — математик
- Жозеф Луи Лагранж — математик
- Примо Леви — писатель
- Промис, Карло  — историк, археолог
- Чезаре Ломброзо — психиатр
- Монти, Марио — экономист, премьер-министр Италии (c 2011 г.)
- Морселли, Энрико — психиатр и антрополог
- Джузеппе Пеано — математик
- Пальмиро Тольятти — политик
- Франческо Феррара — экономист, глава минфина Италии.
- Умберто Эко — писатель, историк и философ